# 王子宜 (1907年)
王子宜（1907年8月2日—1983年1月25日），陕西省保安县（今志丹）城营盘院人。中华人民共和国政治人物。

## 生平

### 民国时期
出身贫苦家庭，青年时期参加革命活动。1925年，加入中国共产主义青年团，因参加学潮被反动当局开除。1926年，转为中国共产党党员。同年至1931年期间，曾担任保安县党小组长、支部书记。先后在陕北榆林、保安等地组织学生运动和农民运动。1928年协助刘志丹、曹力如在保安县民团中发展革命力量，夺取县民团的领导权，逐步将其改造成共产党领导的革命武装。
1929年8月至1930年7月，任中共保安县永宁山支部书记。1931年因给刘志丹组织革命武装搞军火被敌人逮捕，被关押榆林监狱两年。在狱中虽遭受敌人严刑拷打，直至被营救出狱。1934年，与党组织接上关系，继续从事革命工作，并于1935年策动民团部分人员发动兵变，携带武器参加红军。为陕北地区早期的建党、建军和创建革命根据地做工作。1935年冬中央红军到达陕北后，担仟陕甘省苏维埃总务处处长、内务部部长。1936年5月至1937年9月，任陕甘宁省苏维埃政府内务部部长。
抗日战争时期，1937年7月至10月，任定边县苏维埃政府主席。同年10月至1939年春，任陕甘宁边区三边（分区）行政督察专员公署专员。1939年8月至1940年，任中共延安县委永宁山支部书记。1940年，调任陕甘宁边区政府秘书、秘书处主任，同年11月任陕甘宁边区财政委员会委员。1941年调中共中央党校第七支部学习。后仟延安行政学院代院长，1943年5月至1944年4月，任院长。1943年12月，任边区级各机关学校甄别委员会成员。同年12月至1945年8月，任陕甘宁边区高等法院副院长。1944年5月，任延安大学副校长。1945年，作为陕甘宁边区代表团成员参加中共七大。7月至8月，任中国解放区临时救济委员会委员。
1945年9月，任陕甘宁边区救济分筹委会委员。11月任中国解放区战犯调查委员会常务委员。1945年3月9日至1946年4月，曾任陕甘宁边区高等法院代理院长。1946年1月至1949年9月，任陕甘宁边区第三届参议会副秘书长、第三届政府委员，陕甘宁边区政府办公厅秘书长（至1949年）。1946年5月至1948年7月，任陕甘宁边区政府常务委员、党组千事。1946年11月至1947年5月，任陕甘宁边区政府民政厅代理副厅长，1947年5月至1948年4月，任代理厅长，1948年4月至1949年9月，任厅长，组织土地改革运动。国军进攻延安时，承担战勤、支前任务。

### 共和国时期
中华人民共和国成立后，1949年12月至1952年10月，任西北军政委员会委员。1952年4月至1953年1月，任西北军政委员会民政部部长。1951年8月至1952年11月，任西北军政委员会人事部部长兼政法委员会副主任，曾负责修建宝兰铁路的民工动员工作。1952年11月至1954年9月，任中央人民政府内务部常务副部长。1953年6月，任内务部党组副书记。1954年9月，任中华人民共和国内务部副部长，负责支援朝鲜战争。1956年率慰问团赴朝慰问。1957年率内务部代表团赴苏联访问。1958年，率社会保障工作代表团赴捷克、波兰参加社会保障工作会议。1959年，因反右倾运动中被冲击撤职、下放到河南省郑州国棉五厂任副厂长。
文化大革命期间，再次受迫害。1978年后，得到平反，恢复名誉。1978年5月，担任国务院民政部顾问。此外担任第五届全国政协委员、中国共产党第八次全国代表大会代表。1983年1月25日，因病在北京逝世。